# Affodill

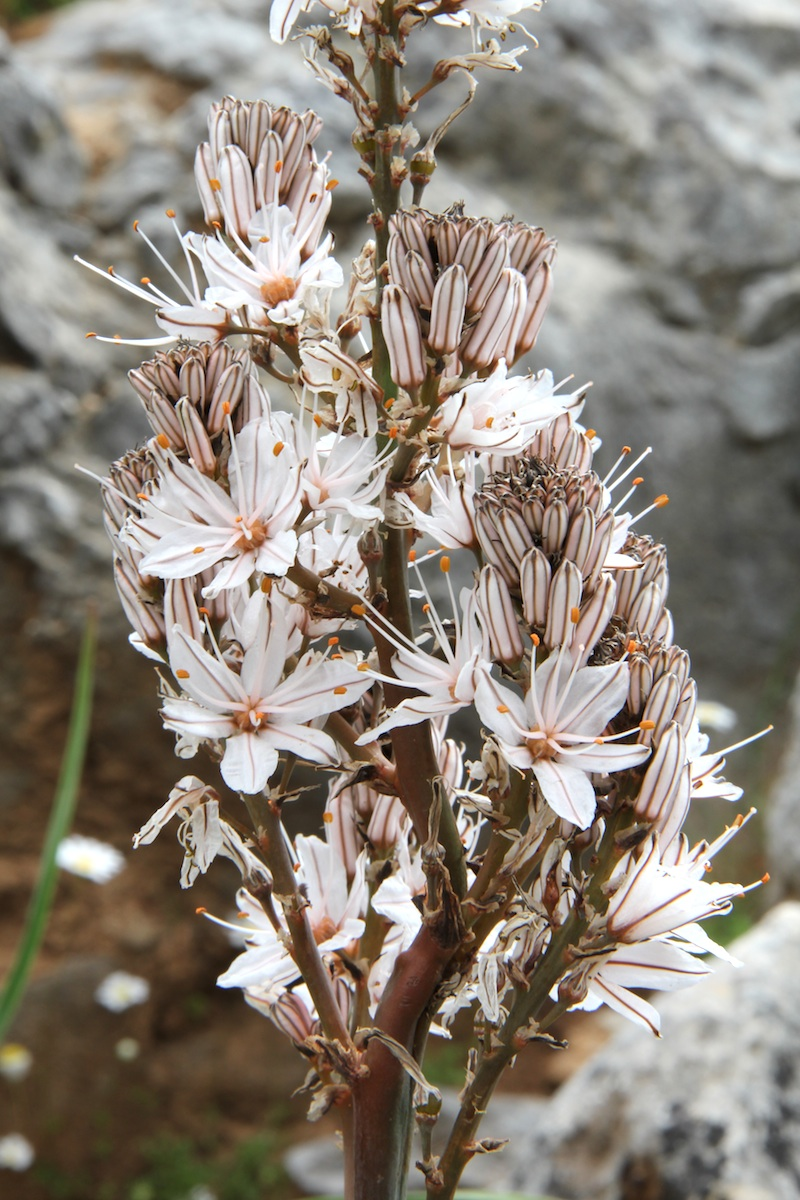
Sektion Asphodelus: Ästiger Affodill (Asphodelus ramosus)

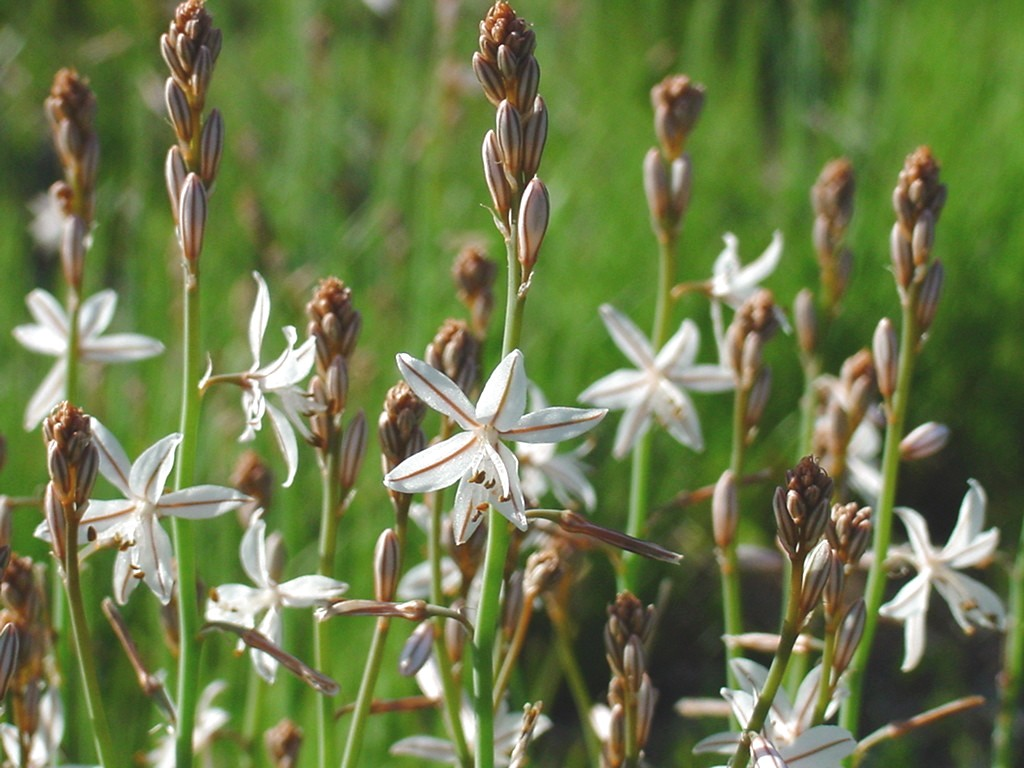
Sektion Verinea: Röhriger Affodill (Asphodelus fistulosus)

Affodill (Asphodelus) oder Asphodill bildet eine Pflanzengattung in der Unterfamilie der Affodillgewächse (Asphodeloideae) aus der Familie der Grasbaumgewächse (Xanthorrhoeaceae).

## Beschreibung
Die Affodill-Arten sind meist ausdauernde, krautige Pflanzen mit einem verdickten Rhizom oder ein- bis zweijährige Pflanzen mit faserigen Wurzeln. Sie haben grundständige, rosettenartig angeordnete Laubblätter.
Die Blüten stehen in Trauben oder Rispen zusammen. Die zwittrigen Blüten sind dreizählig. Die sechs Blütenhüllblätter sind weiß oder hellrosafarben. Im Gegensatz zu den Arten der Gattung Asphodeline haben die Blüten gleich lange Staubblätter. Es werden kugelige, lederige und dreifächerige Kapselfrüchte gebildet, welche die schwarzen tetraederförmigen Samen enthalten.

## Vorkommen
Das Vorkommen der Affodill-Arten erstreckt sich auf das gesamte Mittelmeergebiet und verläuft von dort nach Osten weiter bis nach Indien.

## Systematik
Es gibt in der Gattung Affodill (über lateinisch affodilus bzw. affodillus und asphodilus aus dem Griechischen), womit ursprünglich Asphodelus albus (im Mittelalter auch die „Goldwurz“ Gelber Affodill und Ästiger Affodill) gemeint war, 16 Arten, die sich in fünf Sektionen unterteilen lassen:
- Sect. Asphodelus
  - Asphodelus aestivus Brot. ist ein Endemit der südwestlichen Iberischen Halbinsel.[6]
  - Weißer Affodill (Asphodelus albus Mill.), mit Heimat im submediterranen Europa; kommt in vier Unterarten vor.
  - Asphodelus bento-rainhae P.Silva, mit Heimat im mittleren Portugal und im angrenzenden Spanien; kommt in zwei Unterarten vor.
  - Kirschen-Affodill (Asphodelus cerasiferus J.Gay), mit Heimat in Spanien, Frankreich, Korsika, Sardinien, Marokko und Algerien.
  - Asphodelus gracilis Braun-Blanq. & Maire, mit Heimat im nördlichen Marokko.
  - Asphodelus lusitanicus Cout., mit Heimat in Portugal und Galicien.
  - Asphodelus macrocarpus Parl., mit Heimat in Marokko, Portugal, Spanien, im mediterranen und atlantischen Frankreich sowie in Italien; kommt in zwei Unterarten vor.
  - Ästiger Affodill oder Kleinfrüchtiger Affodill (Asphodelus ramosus L.; Syn. Asphodelus aestivus auct., Asphodelus microcarpus Viv.[7]), weit verbreitet im Mittelmeergebiet, kommt in zwei Unterarten vor.
  - Asphodelus serotinus Wolley-Dod, mit Heimat in der westlichen und mittleren Iberischen Halbinsel.
- Sect. Verineopsis Maire[8]
  - Asphodelus roseus Humbert & Maire, mit Heimat in Südspanien und Nordmarokko.
- Sect. Verinea (Pomel) Baker ex Boiss.[8]
  - Asphodelus ayardii Jahand. & Maire, mit Heimat im westlichen Mittelmeergebiet und auf den Kanaren.[6]
  - Röhriger Affodill (Asphodelus fistulosus L.), weit verbreitet im Mittelmeergebiet, auf andere Kontinente verschleppt, kommt in zwei Unterarten vor.
  - Asphodelus tenuifolius Cav., mit Heimat im mediterranen und saharischen Nordafrika sowie von Südspanien, Griechenland, Südwestasien bis Nordindien; verschleppt nach Australien.
- Sect. Clausonia (Pomel) Bonnet & Baratte
  - Asphodelus acaulis Desf., mit Heimat in Marokko, Algerien und Tunesien.
- Sect. Plagiasphodelus J.Gay
  - Asphodelus refractus Boiss., mit Heimat in den Wüstengebieten Nordafrikas und auf der Arabischen Halbinsel.
  - Asphodelus viscidulus Boiss., mit Heimat in den Wüstengebieten Nordafrikas ab Ost-Algerien bis zur nordwestlichen Arabischen Halbinsel.

- Ohne Zuordnung zu einer Sektion:
  - Asphodelus bakeri Breistr. (Syn. Aspodelus comosus Baker), mit Heimat im westlichen Himalaja.[6]